# Molophilus anerastus
Molophilus anerastus är en tvåvingeart som beskrevs av Alexander 1934. Molophilus anerastus ingår i släktet Molophilus och familjen småharkrankar.
Artens utbredningsområde är Panama. Inga underarter finns listade i Catalogue of Life.